# Kresna (huyện)
Kresna là một huyện thuộc tỉnh Blagoevgrad, Bungaria. Dân số thời điểm năm 2001 là 6256 người.